# Renan Brito
Renan Brito Soares (Viamão, Brasil, 24 de enero de 1985) es un futbolista brasileño. Juega como portero y su actual equipo es el Paraná Clube del Campeonato Brasileño de Serie B.

## Trayectoria
Hizo su debut como profesional con el Sport Club Internacional contra el EC Juventude en el Campeonato Gaúcho el 3 de abril de 2005. En el año 2006, el portero brasileño consiguió el Mundial de Clubes, ganado al FC Barcelona. En agosto de 2008, consiguió la medalla de bronce con Brasil en los Juegos Olímpicos de Pekín. Antes de acabar la competición en China, Renan fichó por el Valencia CF, firmando un contrato por cuatro temporadas.

### Valencia CF
Renan comenzó la temporada 2008-2009 rindiendo a buen nivel como portero titular del Valencia, llevando el dorsal número 13 a la espalda. Desde el primer encuentro que disputó con la camiseta de los che, demostró sus habilidades y cualides como guardameta y fue muy querido por toda la afición del Valencia. Todo su futuro prometía para Renan en ese momento. Pero una lesión en el muslo izquierdo producida en enero de 2009 le impidió seguir contando con tantos minutos. Seguido de este suceso, se produjo el fichaje de César Sánchez a finales del mes de enero.

### Xerez CD
En la temporada 2009-2010, Renan fue cedido al Xerez Club Deportivo para que siguiera acumulando experiencia en la categoría. Su debut con el Xerez llegaría el 5 de agosto de 2009 en el Sáncho Dávila de Puerto Real. En dicho partido Renan salió como titular y fue sustituido en el descanso por su compañero Toni. El partido finalizó con 0-1 para los xerecistas que obtuvieron el XXX Trofeo Villa de Puerto Real. Durante su exitosa temporada en el club azulino que jugó 35 de los 38 partidos de Liga, parando dos penaltis, uno de ellos durante el primer partido del Xerez CD en primera división, partido disputado en el Estadio Municipal de Chapín contra el Athletic Club de Bilbao, deteniendo el penalti lanzado por Javi Martínez. Fue uno de los mejores jugadores del equipo azulino, que sin embargo no pudo evitar el descenso.

### Sport Club Internacional
Tras ser descartado por Emery al finalizar la temporada 2009-2010, Renan fue cedido al Sport Club Internacional. El retorno a su club de origen no pudo ser más propicio puesto que, pese haberse incorporado en la jornada 9 del Brasileirão, se convirtió de inmediato en el portero titular. Además disputó las semifinales y la final de la Copa Libertadores y disputó el Mundial de Clubes de diciembre, realizando actuaciones de talla mundial, produciendo el arrepentimiento inmediato de Emery al haber dejado que se marchase.

## Selección brasileña
Renan Brito ha sido internacional con las categorías inferiores de Brasil, habiendo pasado con la sub-20 y la sub-23 antes de llegar a la absoluta.
El guardameta participó en la Copa del Mundo Sub-20 de 2005 que se jugó en Países Bajos. Allí coincidió con el que fuera su compañero de equipo Armenteros. Sin embargo no tuvo la misma suerte que él ya que mientras Armenteros conseguía alzarse con el título, Renan tenía que conformarse con la tercera plaza. En total, Renan disputó 6 encuentros en los que no recibió ninguna tarjeta y encajó 4 goles. Además también estuvo presente en la Copa Sudamericana Sub-20 de 2005 disputada en Colombia. Allí jugó 8 partidos y recibió 10 goles acabando como subcampeón. Más tarde pasaría a jugar con la Sub-23, con la que participó en 8 ocasiones.
Renan Brito tuvo la ocasión de defender la portería brasileña en los Juegos Olímpicos de Pekín. Brasil acabó en la tercera posición obteniendo así la medalla de bronce.

### Participaciones en competiciones internacionales
| Competición                           | Sede         | Resultado      |
| ------------------------------------- | ------------ | -------------- |
| Sendai Cup de 2003                    | Japón        | Campeón        |
| Shizuoka Cup de 2004                  | Japón        | Campeón        |
| Toulon Cup de 2004                    | Francia      | Tercero        |
| Busan Cup de 2005                     | Corea        | Subcampeón     |
| Copa Sudamericana Sub-20 de 2005      | Colombia     | Subcampeón     |
| Copa Mundial de Fútbol Sub-20 de 2005 | Países Bajos | Tercero        |
| Juegos Olímpicos de Pekín             | China        | Medalla Bronce |

## Clubes
Actualizado el 12 de diciembre de 2016
| Club                  | País   | Año       | PJ  |
| --------------------- | ------ | --------- | --- |
| S. C. Internacional   | Brasil | 2005-2007 | 19  |
| Valencia C. F.        | España | 2008-2009 | 22  |
| Xerez C. D.           | España | 2009-2010 | 35  |
| S. C. Internacional   | Brasil | 2010-2012 | 103 |
| Goiás E. C.           | Brasil | 2012-2017 | 186 |
| Ceará S. C.           | Brasil | 2018      |     |
| E. C. São Bento       | Brasil | 2019      |     |
| C. E. Bento Gonçalves | Brasil | 2020      |     |
| E. C. Pelotas         | Brasil | 2020      |     |
| Paraná Clube          | Brasil | 2020-     |     |

## Palmarés

### Títulos regionales
| Título            | Club                | País   | Año  |
| ----------------- | ------------------- | ------ | ---- |
| Campeonato Gaúcho | S. C. Internacional | Brasil | 2005 |
| Campeonato Gaúcho | S. C. Internacional | Brasil | 2008 |
| Campeonato Gaúcho | S. C. Internacional | Brasil | 2011 |
| Campeonato Gaúcho | S. C. Internacional | Brasil | 2012 |
| Campeonato Goiano | Goiás E. C.         | Brasil | 2013 |
| Campeonato Goiano | Goiás E. C.         | Brasil | 2015 |
| Campeonato Goiano | Goiás E. C.         | Brasil | 2016 |
| Campeonato Goiano | Goiás E. C.         | Brasil | 2017 |

### Títulos internacionales
| Título                 | Club                | País   | Año  |
| ---------------------- | ------------------- | ------ | ---- |
| Copa Libertadores      | S. C. Internacional | Brasil | 2006 |
| Copa Mundial de Clubes | S. C. Internacional | Japón  | 2006 |
| Recopa Sudamericana    | S. C. Internacional | Brasil | 2007 |
| Juegos Olímpicos       | Selección de Brasil | China  | 2008 |
| Copa Libertadores      | S. C. Internacional | Brasil | 2010 |
| Recopa Sudamericana    | S. C. Internacional | Brasil | 2011 |